# Jean Virey
Pour les articles homonymes, voir Virey (homonymie) et Virey.
Jean Virey, né à Paris le 3 février 1861 et mort le 16 avril 1953 dans la même ville, est un historien d'art, spécialiste de l'art roman en Bourgogne.

## Biographie
Jean Virey commence des études médicales, mais sa rencontre avec Robert de Lasteyrie, historien et archiviste, le conduit à entrer à l'École des chartes où il soutient une thèse, en 1887, sur les églises romanes de l'ancien diocèse de Mâcon, thèse qui est publiée et lui vaut une première mention au concours des Antiquités nationales et une médaille d'argent à la Société française d'archéologie, société qui lui décernera, ultérieurement, sa grande médaille de vermeil et le nommera membre d'honneur.
En 1895, il vient habiter une maison dans les environs de Mâcon (sa famille était d'origine bourguignonne). Il se marie avec Marie Germaine Chenal (1867-1956) et aura cinq enfants.
Agrégé à la Société des Antiquaires de France, il devient inspecteur de la Société française d'Archéologie pour la XVIIe division (Côte-d'Or, Saône-et-Loire, Yonne),
En 1896 Jean Virey est élu membre de l'Académie de Mâcon, il sera durant 57 ans.  Il en est le président à trois reprises, 1910, 1920 et 1923. À ce titre il préside le congrès du millénaire de Cluny.
Il meurt à 93 ans, chez sa fille, à Paris, il est enterré à Charnay-lès-Mâcon.

## Œuvres

### L'Architecture romane dans l'ancien diocèse de Mâcon
L'ouvrage essentiel de Jean  Virey est sa thèse. Elle est publiée par la société éduenne en dans les tomes XVII (1889), XVIII (1890), XIX (1891), publication qui  fait l'objet  d'un tirage à part, avec cartes et planches). Cette étude reçoit un accueil très élogieux de la part des spécialistes. Ainsi Lefèvre-Pontalis énonce les apports de cette recherche, par exemple : « M. Virey a fort bien fait ressortir les différences très sensibles qui distinguent les églises romanes du Mâconnais de celles du Brionnais. Dans la première région, la dureté de la pierre ne se prête pas à l'ornementation, et les édifices ont un caractère fruste qui pourrait induire en erreur sur leur véritable date. Le Brionnais au contraire possède des carrières de belle pierre calcaire, et la sculpture décorative y affecte une richesse incomparable. L'église de Semur-en-Brionnais et celle de Chapaize, dans le Mâconnais, présentent un contraste frappant. » Lefèvre-Pontalis conclut son article par l'utilité de ce livre : « l'ouvrage de notre confrère, fait honneur à la science archéologique et  peut servir de modèle à d'autres études diocésaines sur les églises romanes. »
Jean Virey complète sa thèse, qui est rééditée en 1935.  
L'intérêt de l'ouvrage est à nouveau souligné par la critique 
Jean Valéry-Radot rend compte de cette publication "l'ouvrage «  comprend trois parties, un rapide aperçu sur les limites et les divisions du diocèse, un exposé des caractères généraux de l'architecture dans les limites du diocèse étudié et les notices d'églises. Précisons que cette réédition ne comprend pas moins de quatre-vingt-douze notices. Un bel et savant ouvrage, dont nous sommes heureux de souligner toute la valeur, est le fruit d'une longue expérience archéologique. Il donne une impression de plénitude. Il donne aussi une leçon de sagesse. Soigneusement délimitée, l'enquête dont il donne les résultats gagne en effet singulièrement en profondeur. La pleine connaissance de ces importants résultats peut être désormais considérée comme indispensable à tous ceux qui, de près ou de loin, s'intéressent à l'histoire de l'évolution de l'architecture religieuse romane en Bourgogne."

## Publications
- L'abbaye de Cluny[8]
- L'église Saint-Philibert de Tournus [9]
- Paray-le-Monial et les églises du Brionnais[10]
- La Chapelle du château des moines de Cluny à Berzé-la-Ville, Saône-et-Loire, et ses peintures murales (co-auteur Léonce Lex)
- Dun autrefois, aujourd'hui, 1900
- L'Église de Brancion, 1908